# Carlos Norberto de Sousa Aranha
Carlos Norberto de Sousa Aranha (Campinas, 6 de junho de 1855 — São Paulo, 21 de fevereiro de 1945) foi um fazendeiro brasileiro dedicado à cafeicultura em suas fazendas em Campinas.

## Carreira
Como a Fazenda Jaguari (estrada de Pedreira), em 1900 produzindo 10 000 arrobas de café, em 1914 com 305 alqueires de terras e 290 mil pés de café, e também a Fazenda Santa Clara, em 1914 com 120 alqueires de terras e 154 mil pés de café. Advogado militante, formado pela Faculdade de Direito da Universidade de São Paulo. Político, foi deputado provincial em 1880 e posteriormente eleito para mais uma legislatura. Foi Jornalista redator da "Opinião Pública". Afastando-se da política, dedicou-se às suas atividades agrícolas.
Foi diretor da Companhia Mogiana de Estradas de Ferro e, de acordo com o histórico de suas estações, “A Estação Doutor Carlos Norberto foi inaugurada em 1 de agosto de 1908, município de Amparo(atual Monte Alegre do Sul), São Paulo – ramal de Socorro – km 9,397 e homenageava o diretor da Mogiana, Carlos Norberto de Souza Aranha. Em 16 de setembro de 1966, foi definitivamente fechada, no mesmo dia que o ramal de Socorro (*RM-1966-67). O ramal de Socorro saía de um ponto próximo à estação de Reversão, e, logo no início, atravessa o rio, por uma ponte metálica estreita, que ainda serve de ponte para a estrada que liga o município de Monte Alegre do Sul a Socorro. A estrada, asfaltada, acompanha o antigo leito da linha, até chegar a Mostardas, onde fica a Estação Doutor Carlos Norberto”. A estação está hoje abandonada, aparentemente servindo como moradia. Fica ao lado da estrada.
Filho do primeiro casamento de Manuel Carlos Aranha, barão de Anhumas, e de Ana Teresa de Sousa Aranha, neto de Francisco Egídio de Sousa Aranha e de Maria Luzia de Sousa Aranha, viscondessa de Campinas, filha do Sesmeiro Joaquim Aranha Barreto de Camargo. Foi seu tio Joaquim Egídio de Sousa Aranha , marquês de Três Rios, tendo sido seus irmãos, Álvaro, Manuel, Ana (que se casou com seu primo José Francisco Barboza Aranha, filho de Antonio Barboza e de Maria de Souza Aranha, esta sendo irmã de seu pai Manuel Carlos Aranha), com geração, Urbano Sabino (25 de maio de 1858) (que se casou com Escolástica Salles Pereira de Queirós), com geração, Pedro de Alcântara que se casou com Isabel de Carvalho (tendo se estabelecido na cidade de Santos com a firma "Aranha, Irmão & Moraes" de negócios de café), com geração, Joaquim Antonio, Rodrigo e Augusto de Souza Aranha.
Casou-se com sua prima Escolástica de Sousa Aranha, tendo sido seus filhos:
- Tarcila de Sousa Aranha.
- Marion de Sousa Aranha, que se casou com Luiz de Assis Pacheco Junior
- Ana Teresa de Sousa Aranha.
- Mário Egydio de Sousa Aranha, que se casou com Fidalma Vieira de Mello.
- Maria do Carmo de Sousa Aranha (dona Nenê), que se casou com Álvaro de Oliveira Machado, sendo seus filhos, Maria Celeste de Sousa Aranha Machado  e Jayme de Aranha Machado .

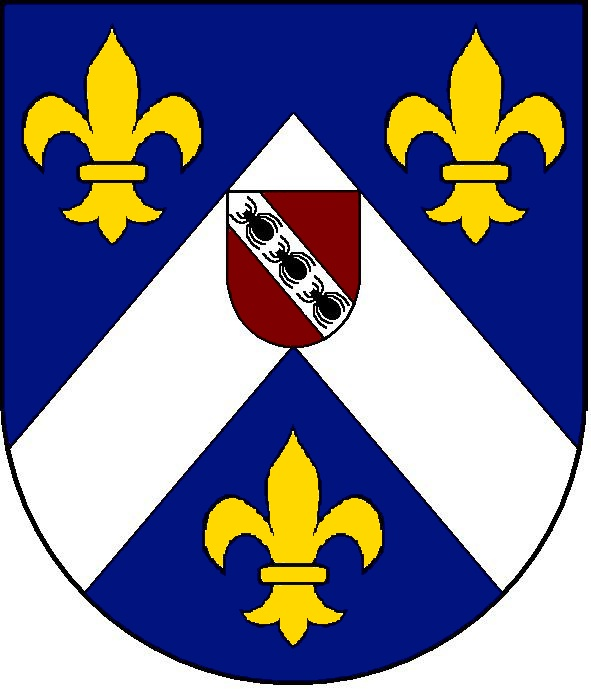
Brasão de Armas da Família Aranha

Aristocrata, recebeu do Imperador Dom Pedro II, o título de cavaleiro fidalgo da casa imperial, assim como seus meios-irmãos José de Queirós Aranha e Luís Augusto de Queirós Aranha, filhos do segundo casamento de seu pai Manuel Carlos Aranha, barão de Anhumas, com Blandina Augusta de Queirós Aranha, baronesa consorte de Anhumas. Foi ainda sua irmã, Ana Blandina de Queirós Aranha de Arruda Botelho, que se casou com José Estanislau de Arruda Botelho, filho dos condes do Pinhal.
Sepultado no Cemitério Venerável Ordem Terceira da Nossa Senhora do Carmo, de São Paulo.
Homenageado com a Rua Doutor Carlos Norberto de Sousa Aranha, em São Paulo, no bairro Alto de Pinheiros.